# Elizabeth Alexander (cientista)
Frances Elizabeth Somerville Alexander (nascida Caldwell; Merton, 13 de dezembro de 1908 – Ibadan, 15 de outubro de 1958) foi uma geóloga, acadêmica e física britânica cujo trabalho em tempos de guerra levou a desenvolvimentos primários da radioastronomia. Alexander obteve seu Ph.D. do Newnham College, da Universidade de Cambridge, e trabalhou com radiogoniometria na Base Naval de Singapura de 1938 a 1941. Em janeiro de 1941, impossibilitada de retornar da Nova Zelândia para Singapura, ela se tornou Chefe de Operações de Pesquisa no Laboratório de Desenvolvimento de Rádio da Nova Zelândia, em Wellington. Em 1945, Alexander interpretou corretamente que sinais anômalos de radar eram causados pelo sol. Esta interpretação se tornou uma ação pioneira para o campo da radioastronomia, fazendo de Alexander uma das primeiras mulheres a trabalhar nessa área, mesmo que brevemente.